# Método de d'Alembert
O método de d'Alembert, introduzido por Jean le Rond d'Alembert (matemático francês), permite transformar uma equação diferencial linear de
ordem {\displaystyle n} numa outra equação linear de ordem {\displaystyle n-1,} a partir de uma solução particular conhecida. 
No caso de uma equação diferencial linear de segunda ordem, se for conhecida uma solução não trivial de uma EDOLH, empregando o método de D’Alembert podemos determinar uma segunda solução linearmente independente da primeira. Para isto vamos ter que resolver uma EDO de primeira ordem. Essas duas soluções linearmente independentes vão constituir um sistema fundamental de soluções e vão nos permitir escrever a solução geral da EDOLH dada. Portanto, o método de D’Alembert é um método de redução de ordem: conhecendo uma solução não trivial de uma EDOLH de segunda ordem, sua resolução se reduz a resolver uma EDO de primeira ordem. Ou seja, este método permite calcular a solução geral a partir de uma solução particular. Para calcular a solução geral utilizamos o método:
Seja {\displaystyle y_{1}} uma solução conhecida para a equação linear homogênea de segunda ordem, é procurado uma solução {\displaystyle y_{2}=vy_{1}}
Queremos que {\displaystyle y_{2}} seja solução de {\displaystyle L(y_{1}+y_{2})=0} ,então calculando as derivadas {\displaystyle y_{2}''} e {\displaystyle y_{2}'} fazemos a substituição em:
{\displaystyle y''+f(x)y'+g(x)y=0}
Essa substituição resultará em uma equação do tipo:
{\displaystyle vy_{1}''+f(x)y_{1}'+g(x)v''y_{1}+y_{1}+2v'y_{1}'+f(x)v'y_{1}=0}
Reorganizando os termos e lembrando que {\displaystyle y_{1}''+f(x)y_{1}'+g(x)y_{1}=0} , pois {\displaystyle y_{1}} é solução da equação diferencial ordinária homogênea, teremos que {\displaystyle v} satisfaz uma equação ordinária de segunda ordem redutível à primeira, do tipo:
{\displaystyle y_{1}v''+(2y_{1}'+f(x)y_{1})v'=0}
A primitiva de {\displaystyle v'} dá a função {\displaystyle v,} que, multiplicada por {\displaystyle y_{1},} conduz à segunda solução da equação, {\displaystyle y_{2}}.
A solução geral será da forma:
{\displaystyle y=C_{1}y_{1}+C_{2}y_{2}}
Onde {\displaystyle C_{1}} e {\displaystyle C_{2}} são encontrados através das condições de contorno do problema.

## Exemplo
Sabendo que {\displaystyle y_{1}}é solução da equação diferencial dada, encontre a solução geral
{\displaystyle (x^{2}+1)y''-2xy'+2y=0\qquad y_{1}(x)=x}
A solução geral encontra-se usando o método de D'Alembert
{\displaystyle y=vy_{1}}
{\displaystyle {\begin{aligned}(x^{2}+1)(vy_{1}''+2v'y_{1}'+v''y_{1})-2x(vy_{1}'+v'y_{1})+2vy_{1}&=&0\\(x^{2}+1)(2v'y_{1}'+v''y_{1})-2xv'y_{1}&=&0\\x(x^{2}+1)v''+2v'&=&0\end{aligned}}}
Esta última equação pode ser considerada uma equação de primeira ordem em que a variável dependente é {\displaystyle v'.} Separando as variáveis e integrando obtém-se
{\displaystyle {\begin{aligned}&\int {\frac {dv'}{v'}}=-2\int {\frac {dx}{x(x^{2}+1)}}+C\\&v'=C_{1}{\bigg (}1+{\frac {1}{x^{2}}}{\bigg )}\\&v=C_{1}{\bigg (}x-{\frac {1}{x}}{\bigg )}+C_{2}\\&y=C_{1}(x^{2}-1)+C_{2}x\qquad \end{aligned}}}